# Ercole Procaccini il Vecchio

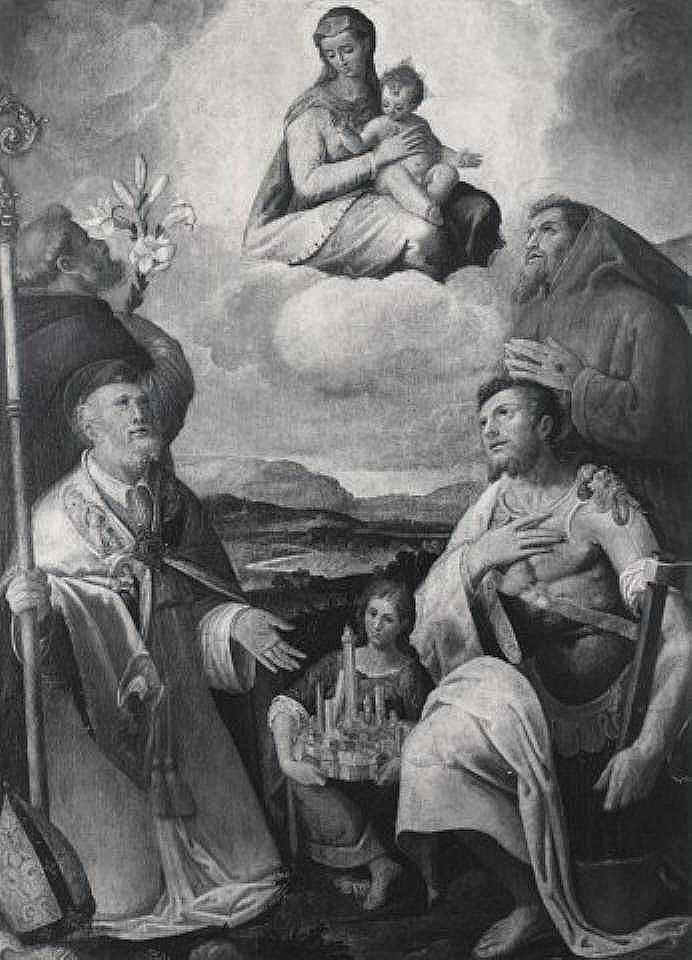
Madonna in gloria con i santi protettori di Bologna, Chiesa di San Giovanni in Monte, Bologna

Ercole Procaccini il Vecchio (Bologna, 1515 – 1595) è stato un pittore italiano del periodo manierista.

## Biografia
Ercole Procaccini nacque a Bologna. Dipinse un Sant'Agostino fra il sangue di Cristo e il latte della Vergine conservato alla Pinacoteca Nazionale di Bologna, una Annunciazione per la chiesa di San Benedetto, una Conversione di San Paolo e un Cristo nel Giardino entrambi per San Giacomo Maggiore, un San Michele per San Bernardo, una Deposizione per Santo Stefano. Nel 1586 si trasferisce a Milano dove fonda un'accademia di pittura, nell'ambito della quale si formeranno anche i suoi figli: Carlo Antonio, Giulio Cesare e Camillo.